# Элили
Элили (Элулу)  — царь (лугаль) шумерского города-государства Ура, правил в XXV веке до н. э.
По-видимому, современник Эанатума лагашского. В отличие от своих предшественников, носивших шумерские имена, имя Элили — аккадское. Одна древняя надпись «Элили, царя Ура» найдена в Эриду, где сказано, что Элили строил зиккурат для Энки.
Некоторые историки отождествляют Элили с Элилиной, о котором сказано, что он был отцом будущего правителя Урука Эн-Шакушаны, хотя эта теория и вызывает сомнения, в виду хронологических трудностей. 
Согласно «Шумерскому царскому списку», где он назван именем Элулу, правил 25 лет.
| I династия Ура               |                           |                  |
| Предшественник: Мескиангнуна | царь Ура XXV век до н. э. | Преемник: Балулу |